# Hydroxymethylglutaryl-Coenzym A-Synthase
Hydroxymethylglutaryl-Coenzym A-Synthase (kurz: HMG-CoA-Synthase) heißen Enzyme, die eine Acetylgruppe auf Acetoacetyl-CoA übertragen. Diese Reaktion ist Teil mehrerer Stoffwechselwege in Eukaryoten und manchen Bakterien. In Wirbeltieren gibt es zwei paraloge Isoformen des Enzyms: die zytosolische (HMGCS1) und die mitochondrielle HMG-CoA-Synthase (HMGCS2). Das mitochondrielle Enzym ist beim Menschen in Leber und Nieren lokalisiert und ist ausschließlich für die Biosynthese der Ketonkörper zuständig. Die zytosolische Form ist Teil der Cholesterinbiosynthese, in Pflanzen Teil des Mevalonatwegs zur Synthese der Isoprenoide. Mutationen im HMGCS2-Gen können zum seltenen erblichen Enzymmangel mit schwerer Hypoglykämie führen.

## Katalysierte Reaktion
+  + H2O
{\displaystyle \longrightarrow }  + CoA-SH + H+
Acetoacetyl-CoA wird zu HMG-CoA acetyliert.